# レインボーロープウェイ
レインボーロープウェイは1970年（3月14日 - 9月13日）に開かれた日本万国博覧会開催時に、大阪府吹田市にあった索道である。
運営したのは近畿日本鉄道。1日の乗車数は平均1万3600人（最高1万8280人）にも及んだ。
西口駅（現在の万博会場西口）から中央駅（2005年に解体された当時の万国博ホール）までを7分30秒で結ぶ全長870mの遊覧専用ロープウェイだった。
閉幕後、ゴンドラのみ近鉄グループの遊園地（近鉄あやめ池遊園地および伏見桃山城キャッスルランド）で休憩施設として再利用された。
索道を都市交通に利用するという構想は、その後の横浜博覧会、山口きらら博、愛知万博などでも実施され、更には1983年開業の東京ディズニーランドのスカイウェイや、1999年開業のよみうりランドのスカイシャトル、2021年開業のYOKOHAMA AIR CABINといった都市索道として普及した。

## 路線データ
- 全長：0.87km[3]
- 方式：3線自動循環式[3]
- ゴンドラ
  - 台数：22[3][4]
  - 1台定員：8（立席含むと15）[3][4]
- 地上からの高さ：平均約30m
- 速度：秒速2m[4]
- 所要時間：7.5分[3][4]
- 運転間隔：1分[3][4]
- 運転時間：1970年4月28日まで9:30～21:00、以後9:00～21:30
- 駅：中央駅 - 西口駅
- 支柱：3基（34m×2基、25m×1基）[4]
- 運営管理 : 近畿日本鉄道
- 料金 : 大人200円、子供100円[3]
- 事業費：2億7千万円（駅舎5500万円）[4]
- 工事担当
  - 駅舎：三井建設[4]
  - 駅舎以外：安全索道[4]

## 歴史
- 1966年10月15日 - 日本万国博覧会会場基本計画にて場内の高所観覧用施設としてロープウェー建設が盛り込まれる[5]。
- 1969年
  - 6月15日 - 着工[4]。
  - 12月31日 - 竣工[4]。
- 1970年
  - 3月14日 - 日本万国博覧会の開幕と共に開業。
  - 9月13日 -  日本万国博覧会の閉幕と共に閉業。

## 駅一覧
- 西口駅
  - 日本万国博覧会の跡地の万博記念公園の西口ゲートになっている。
- 中央駅
  - 2005年に解体された、当時の万国博ホール西側に位置する[3]（現在は日本庭園前駐車場スペース）。